# 歲月 (電影)
《歲月》是2008年新加坡一個真實故事改編的電影。

## 故事
故事發生在1989年到1990年代的新加坡，描述一對生死相依的兄弟。哥哥子龍小名太子生性堅強，樂於充老大，具領導能力。弟弟子豪小哥哥兩歲，家中的老么，極受寵愛，是家人心目中的BABY。個性內向，極易受他人的影響。哥哥為保護弟弟帶領他進入他的幫派。幫派中的“四大天王”包括的成員有打手“狗仔”，大嘴巴“蟑螂”，愛飆車的“豆皮”以及帶頭“小老大”陳志偉。由於年少無知，雙雙誤入歧途，多番陷身於重重困境之中，有如時刻身處於監獄無形的厚牆將兩人包圍，無法脫身，前途無望，身心更是無助，是一部發人深省的警事之作。

## 劇中角色

### 主角
| 演員       | 角色   | 小名    | 介紹 |
| 陳嘉建     | 鄭子龍 | 太子    | 太子是位好漢，他與結拜兄弟，明發中學的四大天王，還有他們的領導者，陳志偉，為骨肉兄弟。雖生於中產家庭，他卻是四大天王中最富有的成員。四大天王的帳單往往都由他付。他始終保護著他的親生弟弟，子豪，並願意為他付出一切。       |
| 林殿文     | 鄭子豪 | BABY    | 子豪在家中排行老么，是個安靜乖巧的小男孩。他十分尊重長兄子龍與他的死黨。他在家人的溺愛之中慢慢學習如何在混亂中占優勢。子豪容易受他人影響，甚且至是操縱。他在參與哥哥的幫派後幾虎死在臨頭。                                 |
| 洪國雄     | 郭福誠 | 蟑螂    | 蟑螂是一位有趣並討人喜歡的人。他是明發中學四大天王中的大嘴巴。他愛調戲女生，並且認為他可以與他的偶像，香港巨星郭富城，一樣。他非常的喜歡香蕉，因為他深信吃香蕉有助於減肥。蟑螂仍是位忠實好友而且他並不害怕發表自己的看法。 |
| Derrick R. | 張天水 | 狗仔    | 狗仔一般上沉默寡言，他認為行動勝於空談。擁有驚人的速度，他是四大天王中的打手。每到深夜，他總會幫助他身為乩童的父親，因此他常常輟學。但你可以指望他在戰場現身。                                                             |
| 陳宋良     | 賴順發 | 豆皮    | 豆皮一聲中只有兩個愛好。分明是他的起亞機車與他的死黨。在感情生活中一無所得，他曾從單語教育中退學，而目前正是位遞送員。他願意發表他內心的想法，其中常會帶刺。並非來自富裕家庭，並以他的波羅T桖為傲。                        |
| 許智強     | 陳志偉 | 小老大  | 志偉為四大天王的領導者。他曾被明發中學退學，在這同時他身擔保護好友的責任。因此在他的領土上建立起聲譽，身邊常有不同的女性。不過，他有他的一套原則，並且被黨員所尊重。                                                       |
| 王惠珊     | 葉麗珊 | 珊珊    | 珊珊被蟑螂稱為「高不可攀」的小龍女。對於四大天王與志偉的所作所為不感任何興趣。不過，她自己也有一段說不出口的往事。她只會在需要時行動。                                                                                     |
| 王惠琴     | 葉麗雅 | VALERIE | Valerie 是電影中的少女。她心中愛慕太子，並常設法接近他。她也是四大天王關係破壞墓後的主導者。 |
| 何書盛     | 何春盛 | 老鼠    | 老鼠屬於他自己的一片天地。他是與四大天王敵對的成員之一。中二時，他已在低年級建立起自子的名聲。是個吵雜、心狠毒辣的雙面人。                                                                                                 |

### 客串
| 演員   | 角色 | 小名   | 介紹 |
| 楊雁雁 | 金花 |        | 金花是位典型的伴酒娘，常以微笑待客。其實，他與四大天王的關係並沒有那麼簡單。                                           |
| 劉謙益 |      | 榴槤淑 | 榴槤叔是位囉嗦、開口閉口說道理的老年人。他擁有豐富的人生經驗，並且對久識的太子深感關心。蟑螂與豆皮相信他也曾加入幫派。 |

## 曲目
- 主題曲 還我自由 作詞：孫斯瑋／蔡錦喜 作曲：蔡錦喜 編曲：林倛玉 演唱：黑森林
- 分叉路 作詞：林倛玉 作曲：林倛玉 編曲：林倛玉 演唱：陳嘉建
- 懂 作詞：林倛玉 作曲：慧明 編曲：林倛玉 演唱：王惠珊

## 外部連結
- 歲月 = The days 【錄影資料】